# Parke-Davis
Parke-Davis — одна из старейших фармацевтических компаний мира, в настоящее время является филиалом Pfizer. Основана в 1866 году в Детройте (штат Мичиган, США) доктором Самюэлем П. Даффилдом и Харви К. Парком. Год спустя к ним присоединился Джордж С. Дэвис, затем ушёл Даффилд и в 1871 году компания стала официально называться Parke, Davis & Company.
Одно время Parke-Davis являлась крупнейшей фармацевтической компанией мира. Считается, что именно она построила первую в истории фармацевтическую лабораторию, где были разработаны методы проверки и испытаний новых лекарств. В 1970 году Parke-Davis перешла в собственность Warner-Lambert, которая в 2000 году в свою очередь перешла во владение Pfizer.